# Salvador Joaquín de Sevilla

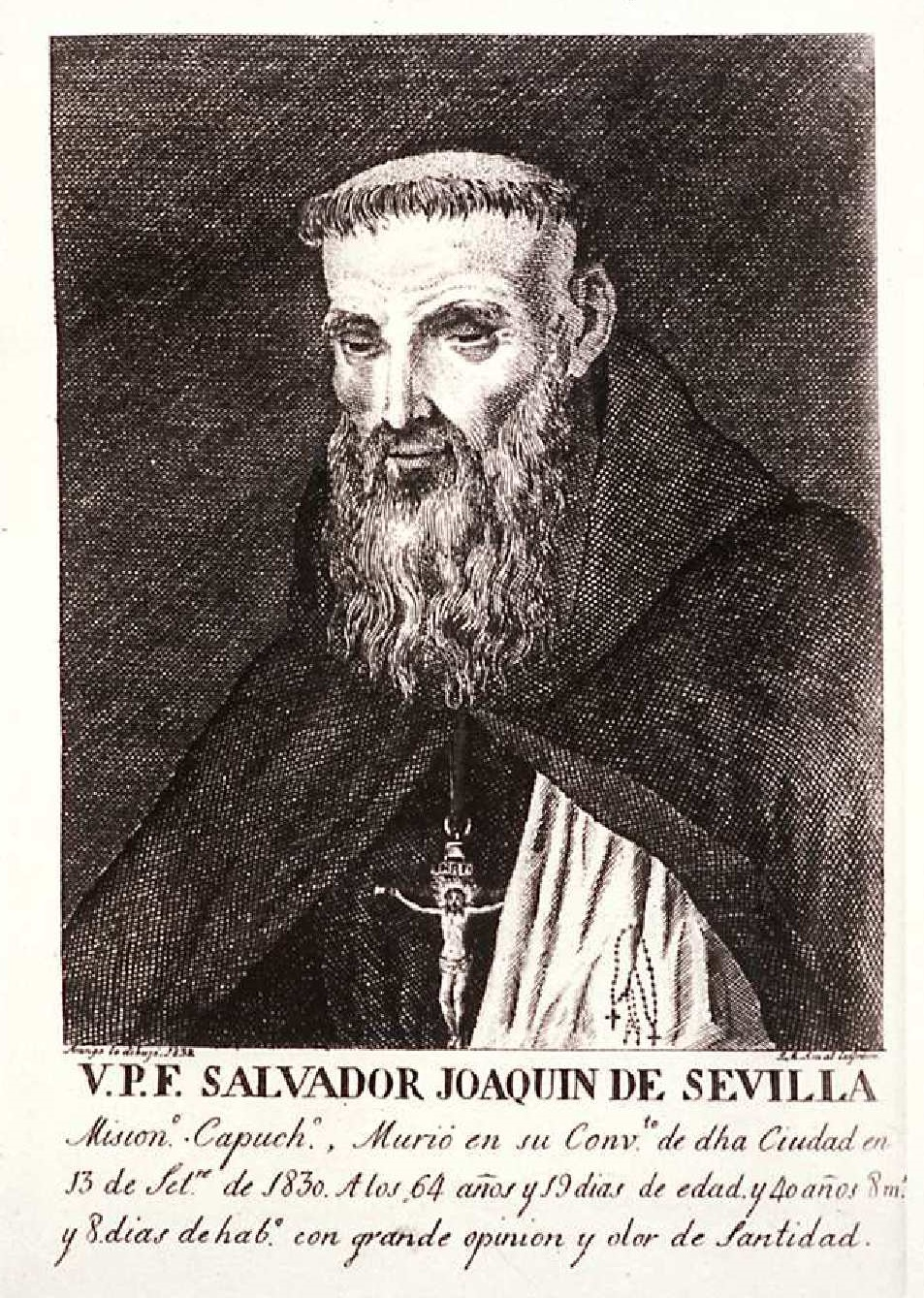
Fray Salvador Joaquín de Sevilla. Grabado (aguafuerte y buril) de José María Amat por dibujo de José María Arango, 1832. Inscripción: «V. P. F. SALVADOR JOAQUIN DE SEVILLA / Mision.º Capuch.º, Murió en su Conv.to de dha Ciudad, en / 13 de Set.re de 1830. A los 64 años y 19 días de edad y 40 años 8 m.s y 8 días de hab.º con grande opinión y olor de Santidad». Biblioteca Nacional de España.

Joaquín María Caravallo y de Vera, que en religión tomó el nombre de fray Salvador Joaquín de Sevilla (Sevilla, 1766-1830) fue un fraile de la Orden de los Hermanos Menores Capuchinos, popularmente conocido como Padre Verita.
Hijo de Juan Hipólito Caravallo, comerciante, y Teresa de Vera, nació en Sevilla el 16 de agosto de 1766. Según la biografía que, a poco de fallecer y por encargo de la orden, le dedicó fray Juan Evangelista de Utrera, tenía el «cuerpo recto, rostro hermoso, tez muy blanca, ojos negros, rasgados en muy buena proporción, nariz y boca sin imperfección, su modo de reír muy gracioso, y en fin todo el conjunto le hacía muy bien parecido». De 1786 a 1788 residió en México y fue a su vuelta, tras obtener el grado de Maestro en Artes por la Universidad de Sevilla, cuando experimentó una crisis religiosa que le llevó a tomar los hábitos. En 1790 ingresó en el convento capuchino de las Santas Justa y Rufina de Sevilla, en el que en 1792 celebró su primera misa. Prosiguió los estudios de teología en Cádiz y, una vez concluidos, en febrero de 1794, fue destinado de nuevo al convento de Sevilla con nombramiento de predicador de plaza e, interinamente, maestro de novicios.
Durante gran parte de su vida conventual tuvo a su cargo la biblioteca del convento, sin desatender la predicación y la impartición de los sacramentos. En Sevilla, cuyas calles recorría repartiendo rosarios, se hizo popular con el apelativo de Padre Verita, por el apellido materno. Hombre minucioso, según su biógrafo llevaba cuenta de los rosarios que había repartido —doscientos mil en 1822— y de los bautismos que había hecho, con cuantas circunstancias rodeaban a cada uno de ellos, alcanzando a los siete mil en el momento de su muerte. Fue también procurador, designado por sus superiores, en la causa de beatificación de fray Diego José de Cádiz.
Su hermano Juan Caravallo y Vera, dos años menor, próspero comerciante del Consulado Marítimo de Sevilla, elegido en septiembre de 1813 diputado por la división administrativa de Sevilla en las Cortes de Cádiz, reunió durante la guerra de la Independencia española una colección de documentos —publicaciones periódicas, pasquines y hojas volanderas— de la que a su muerte, en 1816, se hizo cargo fray Joaquín, que organizó y clasificó en 1008 volúmenes los documentos de lo que se conoce como Colección Documental del Fraile, guardada en el Instituto de Historia y Cultura Militar del Ministerio de Defensa. Rotulada por el propio Padre Verita con el lema «España triunfante de Napoleón, la Francia y todos sus enemigos», incluye la más completa colección de periódicos de los años de la guerra de independencia y numerosos documentos curiosos, útiles para el estudio de la vida civil de la época.
Entre esos documentos se encuentran manuscritas, además, dos obras escritas por él: la Antinapoleonada, que es una sátira en verso contra Napoleón y el ejército francés, y Sucesos acaecidos durante la guerra de los franceses, que, a pesar del título, es un poema épico escrito en latín, con el modelo de Virgilio.